# Ochodaeus capicola
Ochodaeus capicola es una especie de coleóptero de la familia Ochodaeidae.

## Distribución geográfica
Habita en Sudáfrica.